# Loise
Die Loise ist ein Fluss in Frankreich, der in der Region Auvergne-Rhône-Alpes verläuft. Sie entspringt beim Weiler L’Étang im Gemeindegebiet von Villechenève, entwässert über Südwest nach West und mündet nach rund 25 Kilometern im Gemeindegebiet von Feurs, knapp an der Grenze zur Nachbargemeinde Civens, als rechter Nebenfluss in die Loire. Auf ihrem Weg tangiert die Loise die Départements Rhône und Loire. In ihrem Unterlauf quert sie die Bahnstrecke Moret-Veneux-les-Sablons–Lyon-Perrache.

## Orte am Fluss
(Reihenfolge in Fließrichtung)
- L’Étang, im Gemeinde Villechenève
- Le Fetel, Gemeinde Chambost-Longessaigne
- Le Lévy, Gemeinde Panissières
- Les Fayettes, Gemeinde Chambost-Longessaigne
- La Vieille Cure, Gemeinde Essertines-en-Donzy
- Pierre-sur-Autre, Gemeinde Jas
- Salt-en-Donzy
- Théloy, Gemeinde Salvizinet
- Feurs
- La Grûe, Gemeinde Civens